# Nar (Ossètia del Nord - Alània)

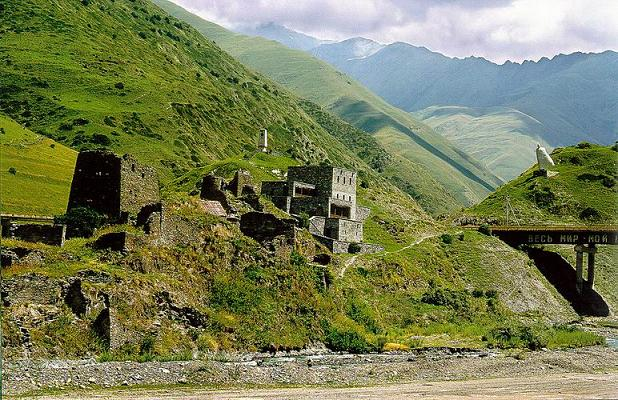
Nar, a Ossètia del Nord

Nar és un petita localitat de les muntanyes del Caucas, en territori d'Ossètia del Nord. Hi destaca la casa natal del poeta nacional d'Ossètia, Kosta Khetagurov, que en l'actualitat és un museu.